# Brigitte Ardossi
Brigitte Ardossi, née le 7 août 1987 à Melbourne en Australie, est une joueuse australienne de basket-ball.

## Biographie
Elle a joué en NCAA au Georgia Institute of Technology pendant quatre saisons sous le maillot des Yellow Jackets au poste d'ailière forte. En 130 rencontres, elle figure 82 fois dans le cinq de départ. Elle est, en 2010, une des 24 joueuses de Georgia Tech à avoir marqué plus de 1000 points, avec un total inégalé de 88 victoires sur cette période. Elle est le 21e choix de la Draft WNBA 2010 par le Dream d'Atlanta, mais elle n'est pas retenue pour le championnat 2010 et commence sa carrière professionnelle en France dans la Ligue féminine de basket.
Elle joue ensuite au Canberra Capitals en ligue australienne. En fin de saison 2012-2013, alors qu'elle tourne à 12,6 points et 8,5 rebonds de moyenne, elle est suspendue par son club pour les trois dernières rencontres pour une faute sur son adversaire Rachel Flanagan.

## Clubs
| Saisons    | Équipe            | Pays       |
| ?-2006     | Melbourne         | Australie  |
| 2006-2010  | Georgia Tech      | États-Unis |
| 2010- 2011 | COB Calais        | France     |
| 2011-2013  | Canberra Capitals | Australie  |

### Distinctions personnelles
- 2010 Second-Team All-ACC[2]
- 2010 State of Georgia Women's Basketball Player of the Year[2]